# 泰德·索伦森
泰德·索伦森（Theodore Chaikin "Ted" Sorensen，1928年5月8日—2010年10月31日），美国律师和作家，著名的演讲稿撰稿人，美国总统约翰·肯尼迪的主要演讲稿撰稿人，也是肯尼迪总统的亲密助手，肯尼迪总统曾称他为“知识输血库”（intellectual blood bank）。

## 早年
泰德·索伦森一贯自称是一个骄傲的自由派，他在1928年5月8日生于美国内布拉斯加州林肯城，他说大约在他出生之后就开始有这种政治倾向了。索伦森说，他的世界观继承自他的母亲。他母亲是一个女权主义者，铁杆的和平主义者。他的父亲也是一个和平主义者，是唯一神教会的牧师，一度还担任内布拉斯加州的总检察长。
索伦森说:“我父母从小教育自己的孩子珍重国内国际的和平。我们可以有争论，但我们不是用武器，而是用文字争论。”
索伦森后来的上司是前美国总统约翰·肯尼迪。肯尼迪是参加二次大战的海军战斗英雄。跟肯尼迪不同的是，二战结束不久，索伦森应征参军。他公开宣言，他是一个反战主义者。他对征兵委员会表示，他十分愿意参加武装部队，驾驶救护车，在伙房工作，或在某种有用的、不需要动用暴力的职位服役。
他说:“我确实是反对杀人，我不想被利用来杀人。当然，假如我想将来从政，让自己的思想符合大众的思想，或者将来做一个律师，这肯定是不行的。”
索伦森被免除兵役，在1949年以优异成绩从内布拉斯加大学法学院毕业。1951年，他来到华盛顿，希望从事公共政策方面的工作。他很快成为麻萨诸塞州新当选的国会参议员肯尼迪的助手。他们两人成了亲密的朋友。索倫森在後來出版的自傳中說，甘迺迪獲得普立茲獎的名著《當仁不讓》（Profiles in Courage）主要由他代筆完成。

## 助肯尼迪竞选总统
1960年，肯尼迪竞选总统。索伦森成了他的讲演撰稿人，政治战略谋士，以及无所不谈的密友。他们两人一起访问了美国所有的50个州。索伦森说:“当然，动笔写东西的人就有机会把自己的思想写成演说辞。”
索伦森写好的讲演稿，肯尼迪可以随意修改其中的思想和词句。在他们共事的最初日子里，肯尼迪有时候也确实是作出了一些修改。但索伦森认为，随着时间的推移，他让肯尼迪接受了他的很多观点。他说:“肯尼迪来自他父亲的保守家庭，我则来自我父亲的进步派家庭。因此，我有机会让肯尼迪了解进步派思想及其道理。他的竞选着重外交问题，他强调和平队，裁军，军备控制，设法跟俄罗斯解决分歧，而不要动用核武器。”
就这样，肯尼迪的话跟索伦森的话常常是难分彼此。肯尼迪一度称索伦森是他的“知识输血库”。但是，在被问到肯尼迪就职演说中的名句“不要问你的国家可以为你做什么。要问你能为你的国家做什么”到底是出自谁的手笔的时候，索伦森一笑，说“不要问”。
肯尼迪在美国和苏联冷战高峰时期就任总统。当时苏美这两个超级大国的核武器竞赛基本上是不受控制的。在这种背景之下，索伦森协助撰写了肯尼迪1963年6月10日在华盛顿的美利坚大学毕业典礼上的演说辞：
他说:“演说中最漂亮的一段是他说，‘不错，苏联有不同的目标，跟我们的制度也不同。但是我们可以让这个世界的差异安全地存在。’”
肯尼迪说：“归根结底，我们最基本的彼此联系是我们都居住在这个小小的星球上。我们都呼吸一样的空气。我们都珍视我们的孩子的未来。我们都是凡人。”
1963年11月22日，肯尼迪总统被暗杀的子弹击中。这一暗杀事件使索伦森痛不欲生。他写道，“在我内心深处，我一直没有停止哭泣。”

## 离开白宫
索伦森后来在肯尼迪的继任者约翰逊的手下工作了3个月，然后离开白宫，写了他的回忆录《肯尼迪》。这本书1965年成为国际畅销书。1968年，在肯尼迪总统的弟弟、参议员和前司法部长罗伯特·肯尼迪竞选总统的时候，索伦森是一个重要的人物。罗伯特·肯尼迪的竞选以悲剧告终。他也遭到暗杀。
尽管索伦森从1968年以来一直参与美国政治，他把主要的精力放在他的国际法律师事务所方面。他认为，这种工作也是一种在不同的民族之间创造和平的工作。他说，这种工作总是让他感到有动力：
索伦森说:“当然，总是要有分歧的。但是，通过暴力来解决分歧，这种做法既不是不可避免的，也不是有用的，更不是必要的。”

## 晚年
索伦森是奥巴马竞选总统的早期支持者。他说，奥巴马的理想跟肯尼迪总统的非常相似。索伦森是外交关系学会的成员，也是非营利组织国际过渡性司法中心的董事会成员。这个组织帮助一些国家追究过去大屠杀和践踏人权当事人的责任。索伦森还一度直言不讳地批评布什政府在反恐战争中羁押恐怖活动嫌疑人及其审讯的做法。他呼吁进行民主和共和两党调查，看是否其中有犯罪行为。
他在2010年10月31日逝世，享年82岁。

## 著作
- Decision-making in the White House (1963)
- Kennedy (1965)
- The Kennedy Legacy (1969)
- Watchmen in the Night: Presidential Accountability After Watergate (1975)
- A Different Kind of Presidency: A Proposal for Breaking the Political Deadlock (1984)
- Let the Word Go Forth: The Speeches, Statements and Writings of John F. Kennedy, 1947-1963 (1988)
- Why I Am a Democrat (1996)
- Counselor: A Life at the Edge of History (2008)